# Diego Manuel Figueroa
Diego Manuel Figueroa (n. Banfield, Argentina; 15 de febrero de 1978) es un futbolista argentino que se desempeña como mediocampista.

## Clubes
| Club                            | País      | Año       |
| ------------------------------- | --------- | --------- |
| San Lorenzo de Almagro          | Argentina | 1997-1999 |
| Almagro                         | Argentina | 1999-2000 |
| Real Murcia Club de Fútbol      | España    | 2001      |
| Almagro                         | Argentina | 2001-2005 |
| El Porvenir                     | Argentina | 2005-2006 |
| Temperley                       | Argentina | 2006      |
| Universidad Católica de Ecuador | Ecuador   | 2007-2008 |
| Técnico Universitario           | Ecuador   | 2009      |
| Almagro                         | Argentina | 2009-2013 |